# День физика
День Физика (ДФ) — профессиональный праздник, ежегодно отмечаемый в различных учебных и научных учреждениях физических специальностей. Праздник зародился в 1960 г. на физическом факультете МГУ как «День Архимеда»

## История праздника
См. основную статью «День Архимеда»
В конце 50-х — начале 60-х годов физический факультет МГУ был крупным факультетом, который выпускал физиков широкого профиля. В те годы развивалась не только наука, но и студенческое самоуправление, что привело к появлению социальных инициатив студенчества. Это привело к зарождению традиции юмористических «Дней Архимеда» (в настоящее время на физфаке это «День Физика»).
Впервые праздник был учреждён в 1959 г. на X Комсомольской конференции физфака, которая гласила: «Учредить праздник День Физика. Считать Днём Физика день рождения Архимеда. Постановить, что Архимед родился 7 мая 287 г. до н. э.». Авторами идеи стали культурологи факультета Наталья Кабаева и Марина Данилычева (Артёменко). Сценарий первого праздника и либретто одноимённой оперы «Архимед» написали студенты второго курса Валерий Канер и Валерий Миляев. Первый праздник и премьера оперы состоялись 7 мая 1960 года.
Масштабные празднования проводились вплоть до 1965 г., вызывая неслыханный по тем временам ажиотаж и всеобщее внимание. В 1961 г. на празднике присутствовали сразу два нобелевских лауреата: Нильс Бор и Лев Ландау. В 1963 г. праздник посетил космонавт Герман Титов. Под давлением парткома факультета День Физика сначала не провели в 1965 г., а затем и вовсе отменили на десять лет, начиная с 1969 г..
В 1978 г. «День физика» на физфаке МГУ возродился. В первый праздник после перерыва было показано представление на ступеньках факультета, героями которого были  Галилей и Абсолютный Ноль. Инициаторами возрождения праздника и авторами сценария была группа студентов, в которую входил будущий писатель Юрий Нечипоренко. С тех пор празднования проводились практически каждый год мероприятия стали регулярно проводиться во многих других вузах Советского Союза.

## Современность

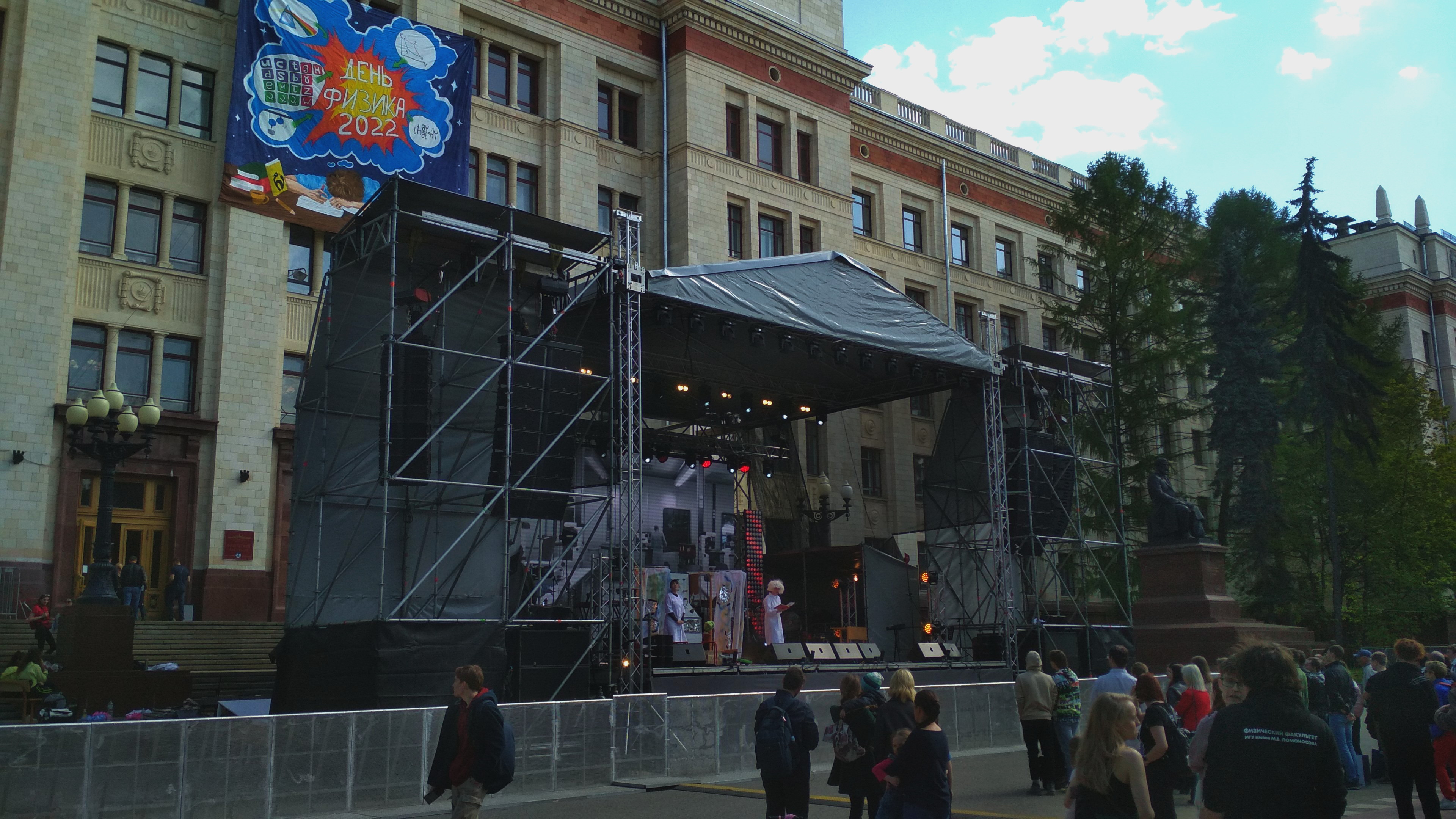
День физика в 2022 году

В настоящее время традиция Дня Физика является неизменным атрибутом физических факультетов вузов и объединяет университеты разных городов и стран. Студенты не только организуют праздник в своём университете, но и посещают аналогичные мероприятия других вузов. По этой причине Дни Физика в крупнейших университетах России и ближнего зарубежья проводятся в разное время в течение апреля-мая каждый год. Последним проходит День Физика в МГУ.
Список высших учебных заведений, организующих свой «День Физика»: МГУ им. М. В. Ломоносова, МИФИ, МФТИ, СПбГУ, Казанский университет, Харьковский национальный университет, Киевский национальный университет, Донецкий национальный университет, Гомельский государственный университет имени Франциска Скорины, Белорусский государственный университет, Ереванский государственный университет, Волгоградский государственный университет, Одесский национальный университет, Тюменский государственный университет, Крымский федеральный университет имени В. И. Вернадского.